# Nibelungengau

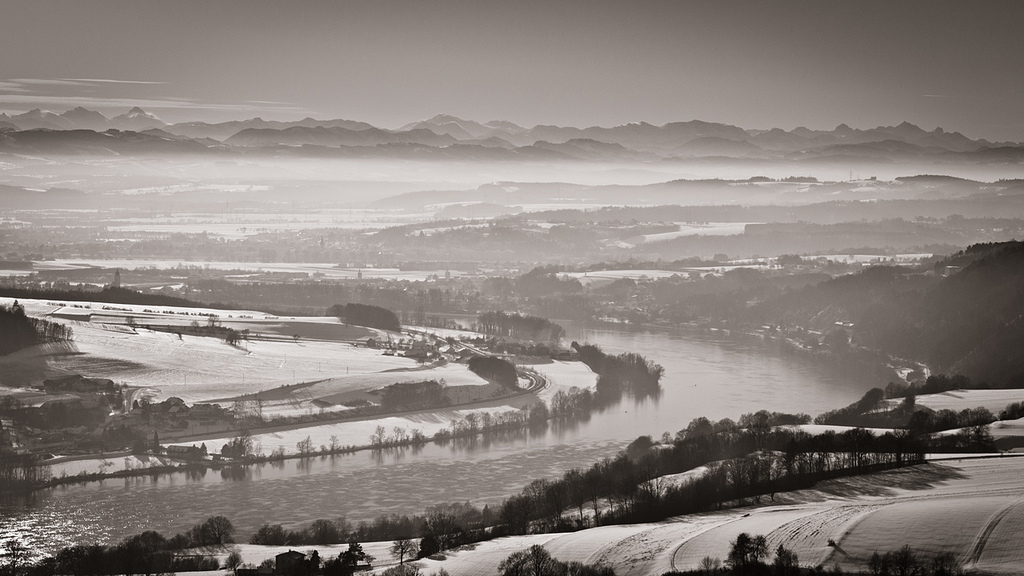
Typische Landschaft im Nibelungengau (Blick von Maria Taferl aus Richtung Westen, auf Diedersdorf und Metzling)

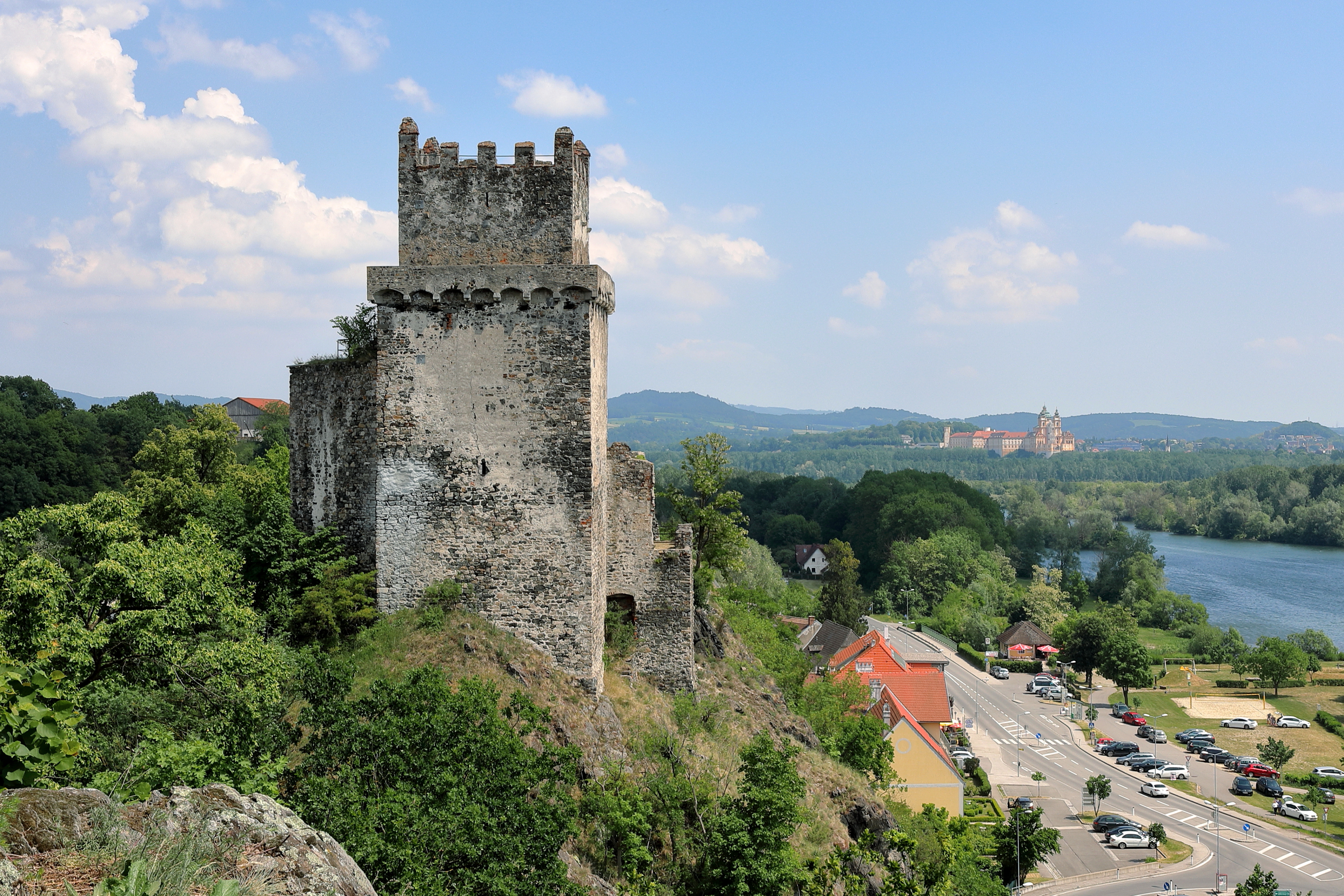
Die Burgruine Weitenegg mit dem Stift Melk, rechts im Hintergrund

Der Nibelungengau ist der Name eines Donauabschnittes in Niederösterreich zwischen dem Strudengau oberhalb im Westen und flussabwärts der Wachau im Osten. Er beginnt mit den Ortschaften Persenbeug bzw. Ybbs und endet bei Emmersdorf an der Donau bzw. Melk. Der Nibelungengau bildet zusammen mit der Wachau die Tourismusregion Wachau-Nibelungengau.

## Geschichte
Der Name verweist darauf, dass die Region im Nibelungenlied eine Rolle spielte. Rüdiger von Bechelaren (Bechelaren = Pöchlarn), ein Lehnsmann des Hunnenkönigs Etzel, soll dort seinen Sitz als Markgraf gehabt haben.

## Sehenswürdigkeiten
Neben dem Donautal selbst sind insbesondere der Wallfahrtsort Maria Taferl, die Stadt Pöchlarn und das Schloss Artstetten erwähnenswert. Vor der Schleuse Ybbs-Persenbeug steht am linken Ufer bergwärts das monumentale Relief Der Nibelungenzug des Bildhauers Oskar Thiede. Auf der gegenüberliegenden rechten Donauseite befindet sich das Betriebsgebäude des ältesten Donaukraftwerks Österreichs – Kraftwerk Ybbs-Persenbeug.